# Oligodon
Oligodon este un gen de șerpi din familia Colubridae.

## Specii[1]
- Oligodon affinis
- Oligodon albocinctus
- Oligodon ancorus
- Oligodon annulifer
- Oligodon arnensis
- Oligodon barroni
- Oligodon bitorquatus
- Oligodon booliati
- Oligodon brevicauda
- Oligodon catenata
- Oligodon chinensis
- Oligodon cinereus
- Oligodon cruentatus
- Oligodon cyclurus
- Oligodon dorsalis
- Oligodon durheimi
- Oligodon eberhardti
- Oligodon erythrogaster
- Oligodon erythrorhachis
- Oligodon everetti
- Oligodon forbesi
- Oligodon formosanus
- Oligodon hamptoni
- Oligodon inornatus
- Oligodon jintakunei
- Oligodon joynsoni
- Oligodon juglandifer
- Oligodon kunmingensis
- Oligodon lacroixi
- Oligodon lungshenensis
- Oligodon macrurus
- Oligodon maculatus
- Oligodon mcdougalli
- Oligodon melaneus
- Oligodon melanozonatus
- Oligodon meyerinkii
- Oligodon modestum
- Oligodon mouhoti
- Oligodon multizonatus
- Oligodon nikhili
- Oligodon ningshaanensis
- Oligodon ocellatus
- Oligodon octolineatus
- Oligodon ornatus
- Oligodon perkinsi
- Oligodon petronellae
- Oligodon planiceps
- Oligodon praefrontalis
- Oligodon pulcherrimus
- Oligodon purpurascens
- Oligodon rhombifer
- Oligodon semicinctus
- Oligodon signatus
- Oligodon splendidus
- Oligodon subcarinatus
- Oligodon sublineatus
- Oligodon taeniatus
- Oligodon taeniolatus
- Oligodon templetoni
- Oligodon theobaldi
- Oligodon torquatus
- Oligodon travancoricus
- Oligodon trilineatus
- Oligodon unicolor
- Oligodon waandersi
- Oligodon venustus
- Oligodon vertebralis
- Oligodon woodmasoni